# Marais à mangrove oriental
Le marais à mangrove oriental, en anglais East Mangrove Swamp, est un marais à mangrove situé sur l'île de Peleliu dans l'État du même nom aux Palaos.

## Division
Il est divisé en deux éléments :
- le marais à mangrove septentrional ouest[1] ;
- le marais à mangrove septentrional est[2].

## Sources